# Abbotts Dyke
Abbotts Dyke – rów wodny (dyke) w kanadyjskiej prowincji Nowa Szkocja, w hrabstwie Yarmouth, płynący w kierunku południowo-wschodnim i uchodzący do Argyle River; nazwa urzędowo zatwierdzona 16 lipca 1974.